# جف فلیک
جفری لین "جف" فلیک (به انگلیسی: Jeffry Lane "Jeff" Flake) (زادهٔ ۳۱ دسامبر ۱۹۶۲) سناتور ایالت آریزونا در سنای ایالات متحده آمریکا است که برای نخستین‌بار در ۳ ژانویه ۲۰۱۳ به‌عضویت این مجلس درآمد. وی در زمرهٔ سناتورهای گروه اول است که تنها دو سال در سنا حضور دارند و در انتخابات بعدی نیز مجدداً می‌توانند شرکت کنند و تا تاریخ ۳ ژانویه ۲۰۱۹ در این مجلس خواهد بود.